# Eduardo de Labar
Eduardo de Labar  fue un primer actor de cine, teatro y televisión, imitador, compositor y músico argentino de larga trayectoria en los medios.

## Carrera
Eduardo de Labar desarrolló su carrera en el teatro de revistas donde aportó no solo sus cómicas actuaciones sino también sus talentosas imitaciones de personajes públicamente conocidos como fue don Hipólito Yrigoyen.
A lo largo de su carrera en cine tuvo decenas de intervenciones, siempre de reparto e infrecuentemente en coprotagónicos, iniciándose con Ídolos de la radio en 1934 junto a Ada Falcón, Olinda Bozán e Ignacio Corsini, y finalizando con Operación "G" a comienzos de los 60's con Duilio Marzio, Claude Marting y Beatriz Bonnet.
En 1941 integra la "Compañía Argentina de Revistas Cómicas Alberto Anchart- Blanquita Amaro- Severo Fernández", junto con Lolita Torres ("El alma de España hecha canción"), Chola Luna, Oscar Villa, Rafael García, Marcelle Marcel, Sarita Antúnez y Nené Cao. También integró la "Gran Compañía Moderna de Espectáculos Breves", de lvo Pelay, con dirección musical de Antonio Lozzi, con un elenco conformado por Segundo Pomar, María Esther Pomar, Felisa Mary, Severo Fernández, Miguel Gómez Bao, Dora Gález, entre otros.
Además de su labor como actor también tuvo una amplia formación en el género del tango al poner la música de Estampa rea con letra de  Alfredo Navarrine. En 1928 hace el tango de Luis César Amadori, Portero suba y diga, que llegaron a ser interpretadas por Mercedes Simone y Azucena Maizani. Compuso en colaboración con Alberto Anchart (padre) el tango Yo sé que andas diciendo en 1931

## Filmografía
- 1962: Operación "G"
- 1962: Mate Cocido
- 1961: El rufián
- 1960: Chafalonías
- 1958  El jefe
- 1958: Isla brava
- 1958: Hombres salvajes
- 1958: La morocha
- 1956: El satélite chiflado
- 1955: El festín de Satanás
- 1953: Mercado negro
- 1952: La patrulla chiflada
- 1952: Vuelva el primero!
- 1951: Fantasmas asustados
- 1951: Derecho viejo
- 1951: Escándalo nocturno
- 1951: Pasó en mi barrio[3]
- 1951: La mujer del león
- 1950: El seductor
- 1950: La culpa la tuvo el otro
- 1950: El zorro pierde el pelo
- 1950: Escuela de campeones
- 1948: La caraba
- 1943: La piel de zapa
- 1941: Peluquería de señoras
- 1941: En la luz de una estrella
- 1936: Los muchachos de antes no usaban gomina.
- 1934: Ídolos de la radio

## Teatro
- 1936: Judía, con la Compañía Nacional de Grandes Revistas Ivo Pelay.
- 1928: Misia presidencia, revista de Ivo Pelay, Luis César Amadori y Humberto Cairo.
- 1947: Ya cayó el chivo en el lazo, estrenado en el Teatro El Nilo con Adolfo Stray, Jovita Luna, Arturo Palito, Concepción Sánchez, Héctor Bonatti, Elena Bozán y Vicente Formi.
- 1946: Vampiresas.
- 1946: La historia del sainete, estrenada en el Teatro Presidente Alvear. Con la Compañía Argentina de Espectáculos Cómicos Alberto Anchart.
- 1947: Joven, viudo y oligarca, en el Teatro El Nilo con Adolfo Stray, Jovita Luna, Arturo Palito, Concepción Sánchez, Claudio Martino, Elena Bozán y Vicente Formi.
- 1957: La ópera de dos centavos, presentado por el Instituto Nacional de Estudios de Teatro junto a Ángel Prlo, Ninón Romero y Pedro Maratea.